# Vanishine
VaniShine fue un grupo español de metal sinfónico procedente de Vizcaya, País Vasco, que combinaba el estilo de música metal con canto lírico femenino.

## Historia
VaniShine nació en 2004. Tras la grabación del primer trabajo “When The Sun Dies”, en mayo de 2007, se grabaron cinco temas en los estudios Groove de Ortuella. El grupo se dio a conocer realizando conciertos de aquí allá, destacando Móstoles, y Castrorock. Entre 2009 y 2010, VaniShine recorrió la península realizando conciertos en diferentes lugares, como Sevilla, Valencia, Barcelona, Madrid y la Aste Nagusia (Semana Grande) de Bilbao del año 2009.
A principios de 2012 edita un único sencillo, 'Reborn', con un nuevo sonido. Con este tema, el grupo realizó su primer videoclip. El sonido fue algo más oscuro y duro que los anteriores. En definitiva, un adelanto de su próximo trabajo. 
A finales de noviembre de 2015 producirá el disco Tears From The Sun.

## Discografía
- When The Sun Dies (2007).[1]
- Tears From The Sun (2015).[1]

## Videoclips
- Reborn (2012)